# Friedenssynagoge (Straßburg)

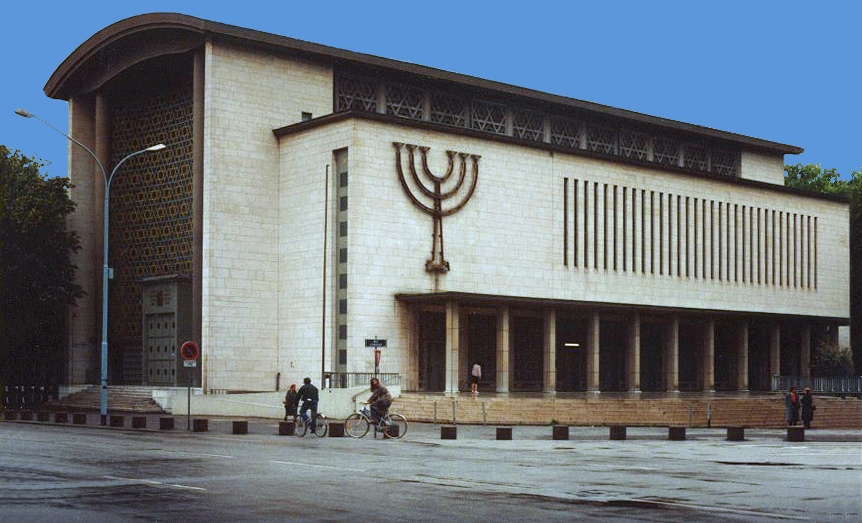
Straßburger Friedenssynagoge (1991)

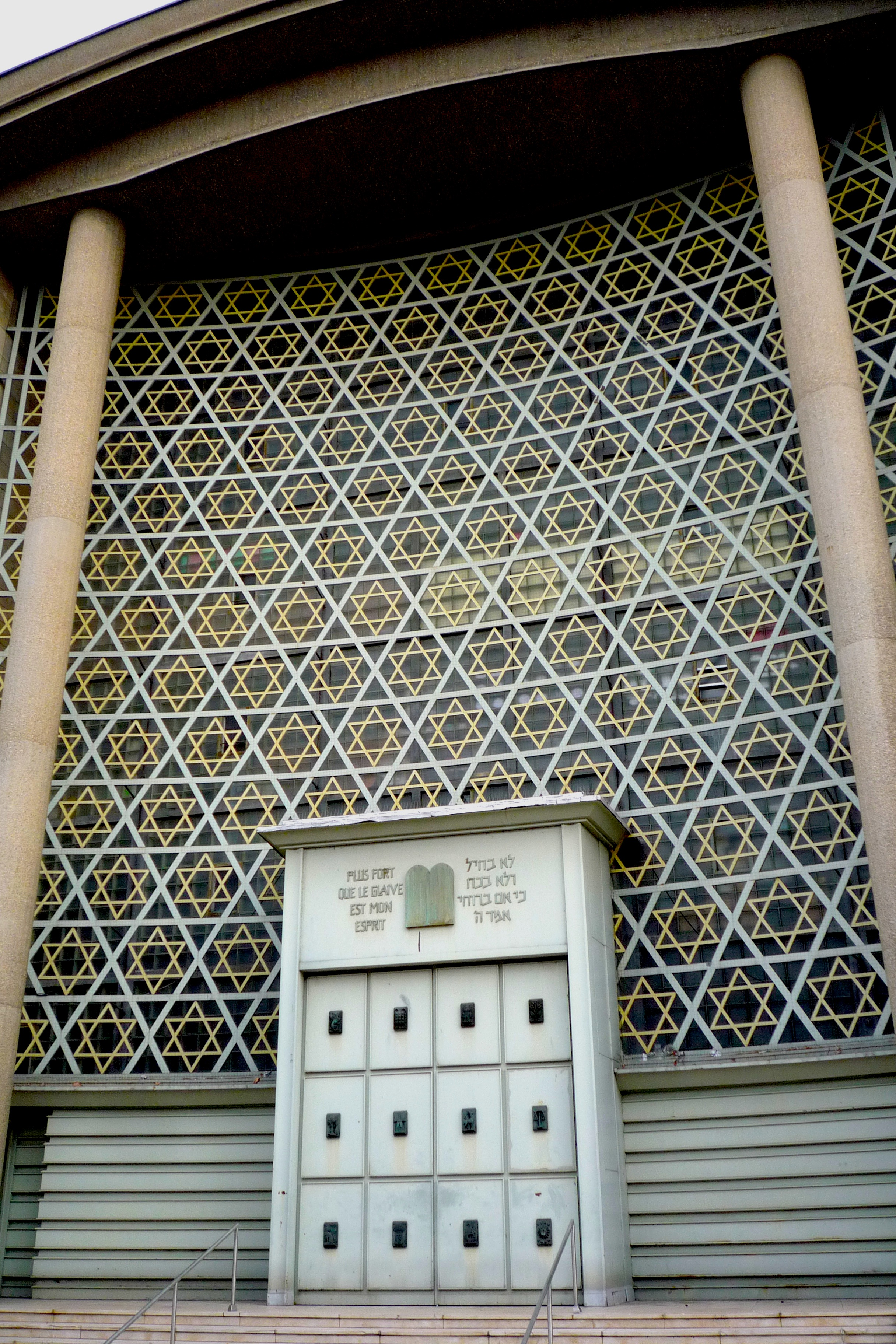
Hauptfassade (2011)

Die Friedenssynagoge (französisch Synagogue de la Paix) in Straßburg wurde in den Jahren 1954 bis 1958 erbaut. Das Gebäude an der Avenue de la Paix ersetzt die Alte Synagoge, die früher am Quai Kléber stand und am 12. September 1940 zerstört wurde.

## Geschichte und Architektur
Der Entwurf für die Friedenssynagoge stammt vom Architekten Claude Lévy Meyer aus dem Jahr 1947. Der Architekt Jean-Paul Berst übernahm die Bauausführung.
Die Errichtung der Synagoge begann am 23. August 1954 und die Grundsteinlegung erfolgte am 3. September 1954. Am 23. März 1958 wurde sie eingeweiht. Bei der Einweihung waren anwesend: Herr Robert Dreyfuss (1913–2002), Oberrabbiner der Mosel und Herr Simon Fuchs (1911–2008), Oberrabbiner von Haut-Rhin. Der Oberrabbiner von Frankreich sowie der Oberrabbiner von Bas-Rhin und der Rabbiner von Straßburg. Der Oberrabbiner Henri Schilli (1907–1975), Leiter des Rabbinerseminars, der Militärrabbiner Justin Schuhl (1870–1965) sowie der Rabbiner Eugen Messinger von Bern; dazu der Rabbiner Joseph Bloch von Haguenau und Rabbiner Max Guggenheim (1877–1967) von Saverne.
Der Entwurf sah ein Gebäude im Basilikastil vor, wobei das Hauptschiff durch Schiebewände von den beiden Seitenschiffen abtrennbar sein sollte. Ein Tonnengewölbe in Beton überspannt das Hauptschiff. Zwölf Säulen symbolisieren die zwölf Stämme Israels. Zwei dieser Säulen flankieren im Außenbereich den Eingang mit einem Vorbau. Über der Eingangstür befindet sich eine stilisierte Darstellung der beiden Gebotstafeln. An ihrer rechten Seite steht eine Inschrift, die Sacharja 4,6  zitiert: לֹא בְחַיִל וְלֹא בְכֹחַ כִּי אִם־בְּרוּחִי אָמַר " צְבָאֹות ‚Nicht durch Macht, nicht durch Kraft, allein durch meinen Geist! – spricht der HERR der Heerscharen‘; links die (freie) französische Übertragung PLUS FORT QUE LE GLAIVE EST MON ESPRIT ‚Stärker als das Schwert ist mein Geist‘. Im Bogen an der Ostwand über dem Thoraschrein steht die Inschrift „Haben wir nicht alle denselben Gott?“, nach Adolf Crémieux, am 25. Mai 1865 bei der Generalversammlung der Alliance Israélite Universelle in Paris.
Prägend sind zahlreiche Schmiedearbeiten. So werden die Hauptfassade und die Obergaden des Hauptschiffes ebenso von einem Netz aus Davidsternen überzogen wie der Toraschrein.
Das Gebäude ist in der Base Mérimée, einer Datenbank des französischen Kulturministeriums zum architektonischen Erbe Frankreichs, gelistet.
In dem Komplex sind 2 Gebetsräume untergebracht – einer für aschkenasische und einer für sephardische Juden –, ein Gemeinde- und ein Jugendzentrum sowie der Sender Radio Judaica.